# Benedictus
|  | Wiktionary har en ordboksartikel om benedictus. |

Benedictus är ett mansnamn ("den välsignade") som burits och bärs av många personer. Andra former av namnet är Benedikt och Bengt.

## Påvar
- Benedictus I
- Benedictus II
- Benedictus III
- Benedictus IV
- Benedictus V
- Benedictus VI
- Benedictus VII
- Benedictus VIII
- Benedictus IX
- Benedictus XI
- Benedictus XII
- Benedictus XIII
- Benedictus XIV
- Benedictus XV
- Benedictus XVI

## Motpåvar
- Benedictus X
- Benedictus XIII
- Benedictus XIV